# Ньюмен, Том
Том Нью́мен (англ. Tom Newman; 23 марта 1894 — 30 сентября 1943) — английский профессиональный игрок в английский бильярд и снукер.

## Биография и карьера
Родился в 1894 году. Уже в 11 лет Ньюмен показывал удивительные способности к построению серий, когда он сделал сотенный брейк в «тройке». В 1919 году Том совершил снукерный брейк в 89 очков — абсолютный рекорд того времени. Он стал профессионалом в 1921 году и с первой попытки победил на чемпионате мира по английскому бильярду. Он был безоговорочным лидером бильярда в 1920-х годов, сыграв 9 финалов в 1921—1930 годах и выиграв 6. К сезону 1930/1931 Ньюмен имел уже более 30 серий за 100 очков. В 1934 году он вышел в финал чемпионата мира по снукеру, где встретился с легендарным снукеристом и своим извечным соперником — Джо Дэвисом; Том уступил со счётом 23:25. В том же году он снова играл с Дэвисом в финале чемпионата Великобритании по английскому бильярду, и снова проиграл ему. Том сыграл с Джо в общем шесть финалов ЧМ по бильярду, и каждый из соперников побеждал по три раза.
Умер Ньюмен в 1943 году, всего за несколько дней до своего пятидесятилетия.
Брат Тома — Стэнли Ньюмен — также играл в бильярд на высоком уровне и принимал участие в чемпионатах мира.

## Спортивные достижения
- Чемпионат мира по английскому бильярду, победитель — 1921—1922, 1924—1927.
- Чемпионат мира по английскому бильярду, финалист — 1923, 1928—1930.
- Чемпионат мира по снукеру, финалист — 1934.